# Muzeul Memorial „Paul Constantinescu”
Muzeul Memorial „Paul Constantinescu” este un muzeu județean din Ploiești, amplasat în Str. Nicolae Bălcescu nr. 15. Înființarea acestui important așezământ de cultură muzicală, se datorează, în primul rând, cumnatei compozitorului Paul Constantinescu, ing. chimist Eleonora Constantinescu care, în vara anului 1993, a donat statului, respectiv Muzeului Județean de Istorie și Arheologie Prahova, clădirea în care a locuit și un patrimoniu valoros cuprinzând un bogat fond de carte, piese de mobilier și documente despre viața și opera compozitorului, care a trăit o parte a vieții în acest edificiu. 
Compozitorul Paul Constantinescu este unul din fiii de onoare ai municipiului Ploiești. Muzeul memorial ce-i poartă numele, prezintă în spațiul expozițional permanent, o seamă de documente inedite despre viața și activitatea ilustrului muzician, grupate în cele șapte secțiuni: muzică simfonică, muzică de operă, muzică vocal - simfonică, muzică de cameră, corală, pentru voce și pian și muzică de film. Publicul vizitator poate cunoaște direct, o seamă din partiturile manuscris sau tipărite din opera compozitorului, programe și afișe de concert care aduc în prim plan, prezența creației sale în viața muzicală în țară și peste hotare. În vitrine sunt prezentate printre alte piese de rezistență, “Simfonia Ploieșteană”- lucrare de excepție dăruită de compozitor orașului său natal în anul 1961, cele două capodopere vocal simfonice “Oratoriul Bizantin de Crăciun” și “Oratoriul Bizantin de Paști”, Triplul concert pentru vioară, violoncel, pian și orchestră, ultima creație din prestigioasa sa operă muzicală. 
În penultimele săli sunt expuse, în premieră absolută pentru publicul ploieștean și nu numai, o seamă de lucrări de reală valoare artistică semnate de ilustrul compozitor în domeniul desenului și caricaturii, piese de mobilier din patrimoniul familiei muzicianului documente inedite privind prodigioasa activitate didactică, timp de aproape trei decenii, în învățământul muzical universitar și prezența sa în concertul culturii muzicale universale. 
Ultima sală reconstituie, într-o admirabilă ambianță de epocă, cabinetul de lucru al muzicianului. Printre exponatele de o importanță covârșitoare, se afla o excepțională piesă de patrimoniu - cel mai vechi pian din sud-estul Europei și printre primele din Europa Centrală, construit de firma F. Kaeferlie din Stuttgart. Pianul a aparținut vestitei familii Barcănescu, domiciliată în satul Bărcănești din jud. Prahova. După 1850, acest pian a intrat în posesia mai multor familii din localitate, de unde acum aproape patru decenii, a fost achiziționat de regretatul profesor emerit Nicolae Simache, directorul muzeului. 
În anul 2001, cu sprijinul financiar al Consiliului Județean Prahova și al conducerii Muzeului Județean de Istorie și Arheologie Prahova, la clădirea muzeului - monument istoric, cod LMI PH-II-m-A-16239 - s-au realizat lucrări de reparații interioare și exterioare, iar zona sa de protecție a fost special amenajată. Cu acest prilej, în ziua de 20 decembrie 2001- zi în care se împlineau 38 de ani de la trecerea în eternitate a ilustrului muzician-, s-a dezvelit un bust monumental în bronz, operă a sculptorului George Dumitru, membru U.A.P. din România. 
Pentru punerea în valoare a operei compozitorului, muzeul organizează anual între 30 si 40 de manifestări muzicale cu participarea elevilor de la Liceul de Artă Ploiești, studenți și cadre didactice de la Universitatea de Muzică București și Concursul Național de Interpretare și Creație Muzicală ce poartă numele acestui muzician, pentru elevii și studenții care studiază pianul, vioara, canto clasic și compoziție muzicală în liceele și facultățile de muzică din România și din Republica Moldova.